# Friedhof Neuhausen

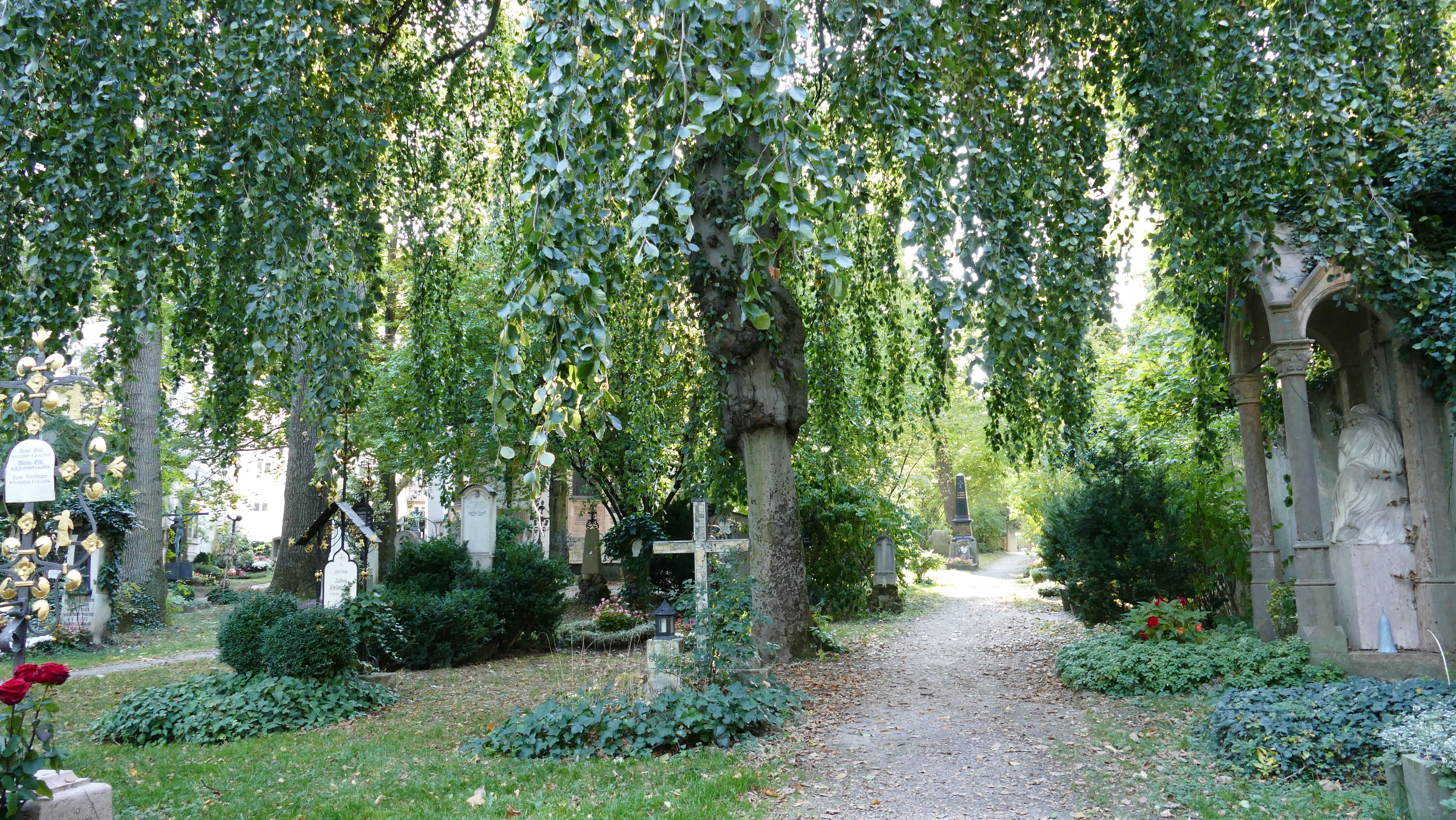
Winthirfriedhof

Der Friedhof Neuhausen, auch: Winthirfriedhof, befindet sich in der Winthirstraße 15 im Münchner Stadtteil Neuhausen neben der Winthirkirche. Seine Anfänge reichen bis in die Spätgotik. Er ist heute rund 2.800 Quadratmeter groß. Es gibt etwa 180 Grabstätten. Benannt ist er nach dem lokal verehrten „seligen Winthir“. Auf dem Winthirfriedhof sind zahlreiche berühmte Persönlichkeiten beerdigt.

## Heutige Nutzung

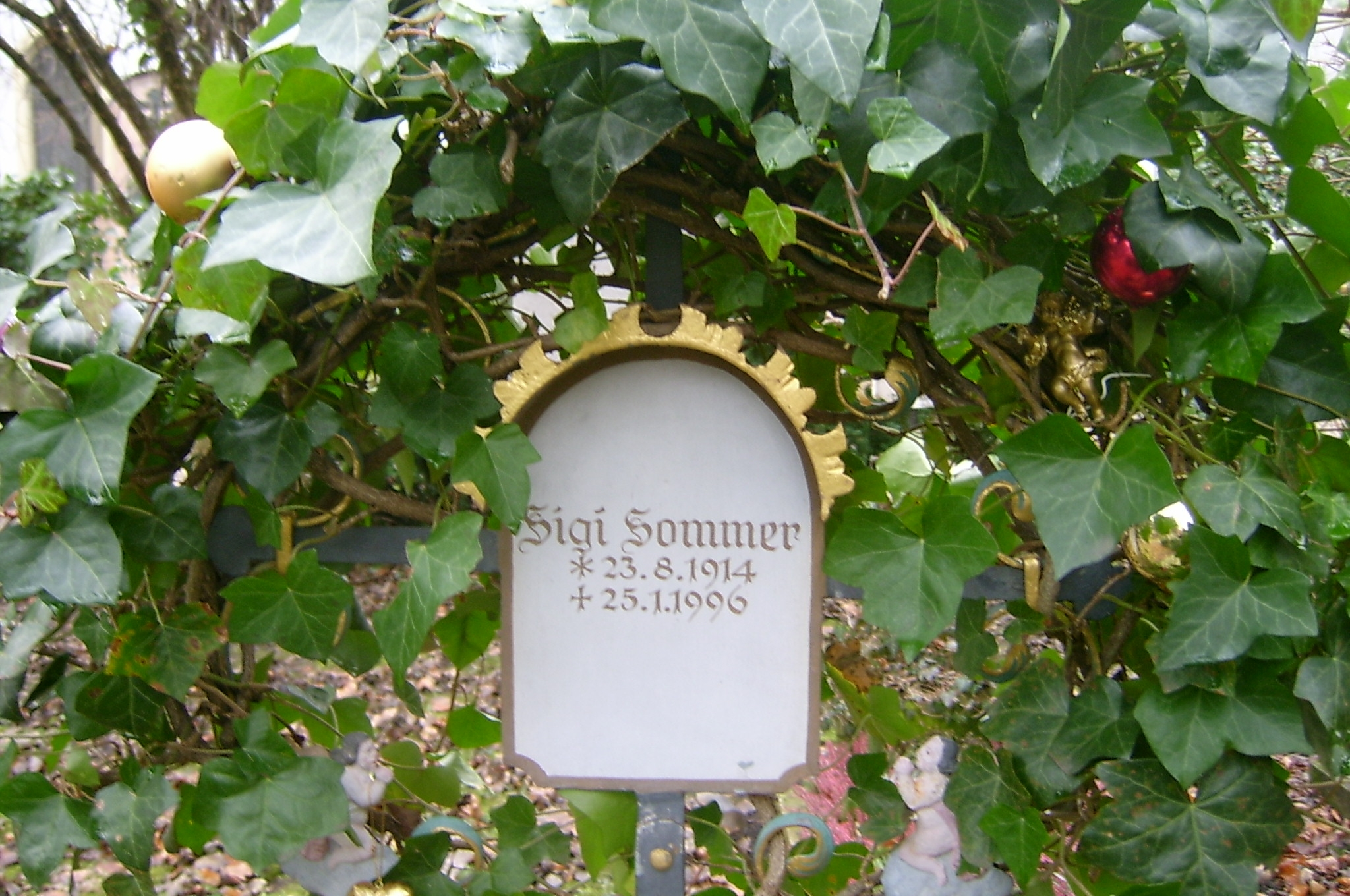
Grabkreuz von Sigi Sommer am Winthirfriedhof

Der Friedhof ist klein und verfügt nur über neun Grabfelder. Hier liegen auch einige bekannte Personen, die in der Münchner Geschichte eine Rolle gespielt haben – wie Oskar von Miller, der das Deutsche Museum gründete, Joseph Anton Sambuga, der Erzieher von König Ludwig I., der Journalist und Kolumnist Siegfried Sommer, der mit der Figur des „Blasius“ berühmt wurde und den Bestseller Und keiner weint mir nach verfasste, und Fritz Rieger – Pianist, Chefdirigent der Münchner Philharmoniker und Generalmusikdirektor.
Auf diesem Friedhof kann nur begraben werden, wer zum Todeszeitpunkt seit mindestens 30 Jahren in den Neuhauser Stadtbezirksvierteln 9.12, 9.13, 9.14, 9.16 sowie 9.61 gelebt hat oder sich um die Stadt München besonders verdient gemacht hat.

## Geschichte
Ins Jahr 1315 datiert die erste urkundliche Erwähnung des Winthirfriedhofs. Ende des 15. Jahrhunderts wurde die gotische Kirche errichtet, die noch heute einen Bestandteil des Chors stellt. 1597 hat man Winthirs Grab in den Kirchenbau integriert. Seitdem hatte die Kirche im Volksmund den Namen „Winthirkircherl“. Matthäus Rader beschreibt Winthir und seine Geschichte ausführlich in der Bavaria Sancta von 1614.
1882 wurde Neuhausen selbstständige Pfarrei und „Maria Himmelfahrt“, wie die Kirche zu diesem Zeitpunkt hieß, die Ortskirche. 1897 wurde der heutige Westfriedhof (München) gebaut, da der alte Dorffriedhof zu klein geworden war. Der östliche Teil des Winthirfriedhofs wurde in diesem Zeitraum aufgelassen. Die Reste dieses Bereiches wurden 2014 im Vorfeld von Baumaßnahmen ausgegraben.
Heute werden dort vor allem Personen beerdigt, die sich um die Landeshauptstadt München verdient gemacht haben.

## Grabstätten bekannter Persönlichkeiten
- Karl Baur, Bildhauer

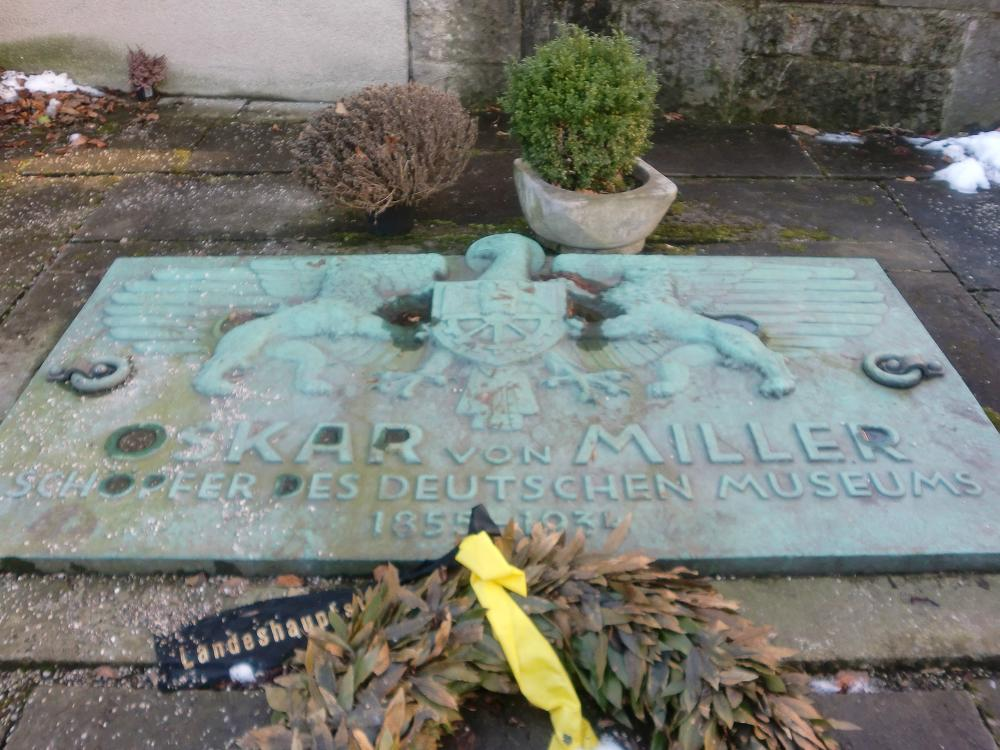
Grabstätte Oskar von Millers auf dem Winthirfriedhof

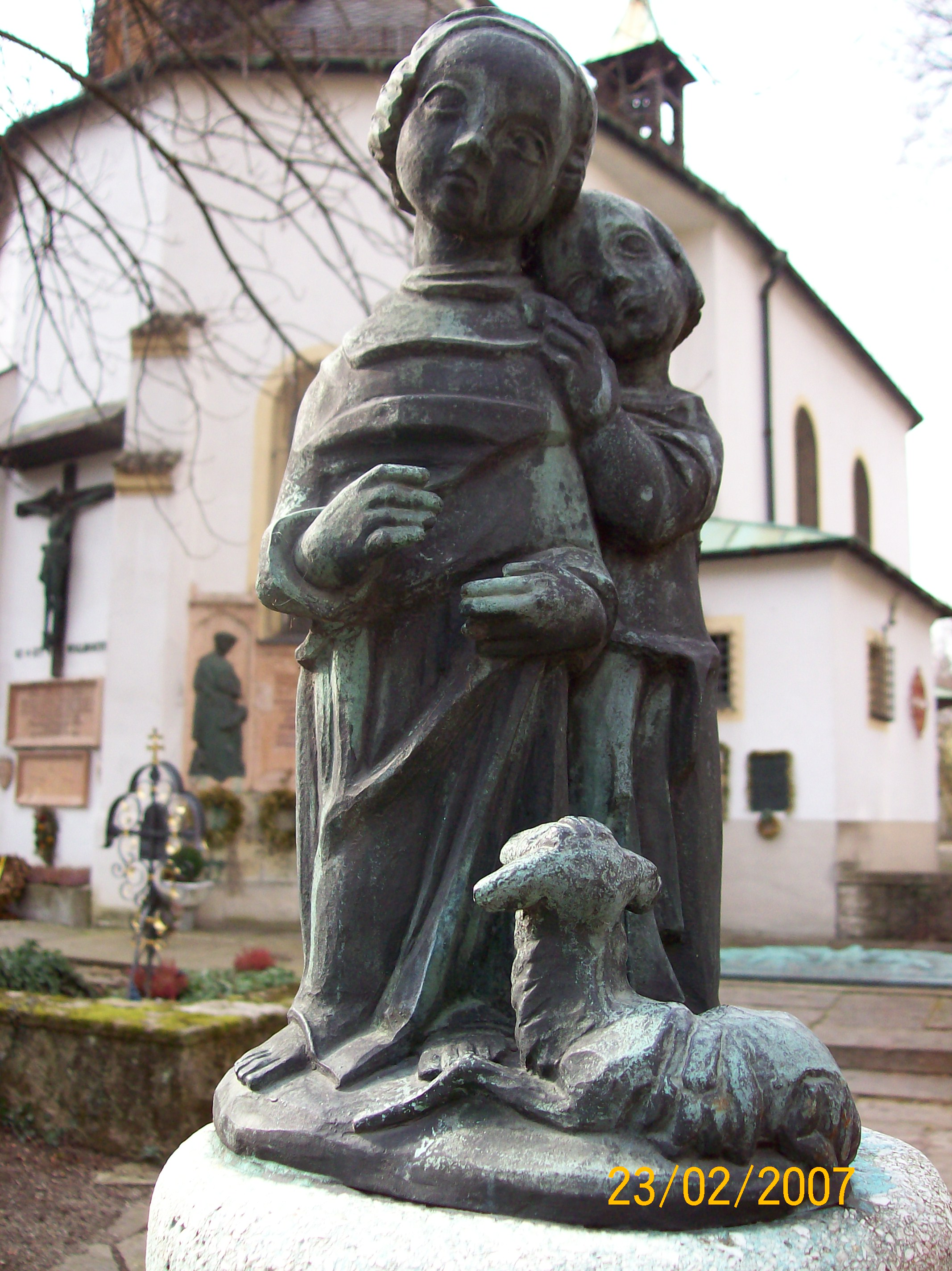
Märchengruppe

- Fritz Betzwieser, Stadtpfarrer von Neuhausen (1965–1993)
- Franz Anton Bustelli, Porzellankünstler
- Peter Dörfler, Priester und Dichter
- Franz Ferschl, Statistiker
- Friedrich Fuchs, Redakteur und Schriftsteller
- Lorenz Hauser, „Millionenbauer von München-Neuhausen“
- Rudolf Hierl, ehrenamtlicher Stadtrat Münchens, Ehrenobermeister der Metallinnung München
- Jörg Hube, Schauspieler
- Hans Ladner, Bildhauer
- Karl Maureen, Organist
- Georg Meier, Motorrad- und Autorennfahrer
- Ferdinand von Miller, Erzgießer
- Oskar von Miller, Begründer des Deutschen Museums
- Walther von Miller, Lokalpolitiker
- Erna Morena, Schauspielerin
- Margarethe und Fritz Norkauer, Sohn Sebastian Norkauer, Architekten
- Anton Pfeiffer, Politiker und Diplomat
- Fritz Rieger, Dirigent
- Josef Riepl, Unternehmer
- Joseph Anton Sambuga, Theologe
- Ruth Schaumann, Künstlerin und Schriftstellerin
- Josef Schmidhuber, Chorleiter und Organist
- Siegfried Sommer, Schriftsteller und Journalist
- Johann Baptist Stiglmaier, Erzgießer und Bildhauer
- Hermann Teuber, Maler und Graphiker
- Hans-Peter Uhl, Stadtrat, Kreisverwaltungsreferent, Mitglied des Deutschen Bundestags
- Elmar Wepper, Schauspieler
- Fritz Wepper, Schauspieler
- Winthir, Wanderprediger